# Deutsche Gesellschaft für Kinder- und Jugendchirurgie
Die Deutsche Gesellschaft für Kinder- und Jugenchirurgie (DGKJCH) ist die wissenschaftliche Fachgesellschaft der Ärztinnen und Ärzte, die in Deutschland im Fach Kinder- und Jugendchirurgie tätig sind. Die Gesellschaft vertritt die Belange der Kinder- und Jugendchirurgie in wissenschaftlichen, fachlichen und beruflichen Belangen.

## Ziele
Die DGKJCH ist ein gemeinnütziger Verein. Laut Satzung ist das Ziel der DGKJCH die Förderung von Wissenschaft uns Forschung.

## Geschichte
In der Bundesrepublik Deutschland entstand am 21. September 1957 bei einem Treffen in München auf Einladung von Anton Oberniedermayr die Arbeitsgemeinschaft Deutscher Kinderchirurgen. Diese wurde 1963 in Deutsche Gesellschaft für Kinderchirurgie in der Deutschen Gesellschaft für Chirurgie umbenannt. Erster Präsident war Oberniedermayr.
In der DDR wurde 1985 die Gesellschaft für Kinderchirurgie gegründet. Sie ging aus der Sektion Kinderchirurgie der Gesellschaft für Chirurgie der DDR hervor.
1990 erfolgte die Aufnahme der Mitglieder der Gesellschaft für Kinderchirurgie der DDR in die Deutsche Gesellschaft für Kinderchirurgie.
Im November 2024 wurde die zuvor von der Mitgliederversammlung beschlossene Umbenennung in Deutsche Gesellschaft für Kinder- und Jugendchirurgie (DGKJCH) durch Eintragung in das Vereinsregister rechtswirksam.
Die Gesellschaft hat zurzeit (Stand 2023) mehr als 900 Mitglieder. Die Fachgesellschaft ist Mitglied der Arbeitsgemeinschaft der Wissenschaftlichen Medizinischen Fachgesellschaften (AWMF).

## Wissenschaftliche Kongresse
Der Verein hält seine Jahrestagung im Frühjahr im Rahmen des Kongresses der Deutschen Gesellschaft für Chirurgie ab. Auf dem Kongress der Deutschen Gesellschaft für Kinder- und Jugendmedizin hält er seine Herbsttagung ab.
Der Verein ist u. a. Mitglied in der World Federation of Associations of Pediatric Surgeons (WOFAPS).